# دیولا بیرو
دیولا بیرو (مجاری: Gyula Bíró؛ ۱۰ مهٔ ۱۸۹۰ – ۱۴ ژوئن ۱۹۵۱) بازیکن فوتبال اهل مجارستان بود.
از باشگاه‌هایی که در آن بازی کرده‌است می‌توان به باشگاه فوتبال ام‌تی‌کی بوداپست اشاره کرد.
وی همچنین در تیم ملی فوتبال مجارستان بازی کرده‌است.